# 遊子
《遊子》（捷克語：Kolja）是一部1996年的捷克劇情片，講述了一個男人的生活在意想不到的方式中被改變。這部電影由揚·斯維拉克執導，並由他的父親茲德涅克·斯維拉克主演，他也根據帕維爾·塔西格的故事撰寫了劇本。《遊子》獲得了評論家的好評，並贏得了奧斯卡最佳外語片獎和金球獎最佳外語片獎。

## 故事梗概
故事起源定格於1988年，彼時捷克斯洛伐克正處於蘇聯的統治之下。弗朗季謝克·盧卡是一位將單身生活和尋覓女性伴侶作為生活主軸的中年男子，同時亦是布拉格火葬場的葬禮音樂演奏家。因被當局認定為「政治不可靠分子」，他失去了在捷克愛樂樂團當大提琴手的工作。經由一位朋友的提議，他通過與一名俄羅斯女子假結婚的方式，不僅説明她留在捷克斯洛伐克，同時也獲得了可觀的報酬。之後，該女子利用其新獲得的公民身份，遷居至西德，與男友相聚。
後來，基於一系列未預見的情況，俄羅斯女子被迫將自己五歲的兒子Kolja託付給盧卡照顧，儘管盧卡起初對此持有抗拒態度。初期，盧卡與Kolja間存在著語言障礙，由於他們彼此不熟悉對方的語言，捷克語和俄語中的眾多同形異義詞造成了溝通的困擾。然而，隨著時間的推移，兩人之間逐漸建立起深厚的情感紐帶。之後，Kolja不幸罹患疑似腦膜炎，需接受抗生素治療。更嚴峻的是，盧卡因涉嫌假結婚而面臨牢獄之災的威脅，Kolja的未來也因此變得岌岌可危，極有可能被送往蘇聯的兒童收容所。最終天鵝絨革命的到來，Kolja得以與母親重聚，而在此前，盧卡與Kolja含淚道別。
盧卡重返捷克愛樂樂團，1990年，他與指揮家拉斐爾·庫貝利克共同在布拉格老城廣場上演奏了《我的祖國》。而此時，他的懷孕女友克拉拉正坐在觀眾席中，凝視著舞臺上的他。

## 演員
- 安德烈·卡里蒙 飾 Kolja
- 茲德涅克·斯維拉克 飾 弗朗季謝克·盧卡
- 利布謝·薩弗蘭科娃 飾 克拉拉
- 奧德雷·維特希 飾 布羅茲先生
- 斯特拉·扎佐爾科娃 飾 盧卡的母親
- 莉莉安·馬爾基娜 飾 塔瑪拉
- 伊琳娜·貝茲魯科娃 飾 Kolya的母親
- 拉迪斯拉夫·斯莫爾雅克 飾 霍德克
- 卡雷爾·赫爾瑪內克 飾 穆希爾
- 佩特拉·斯帕爾科娃 飾 帕沙
- 勒內·普里比爾 飾 波科爾尼
- 米羅斯拉夫·塔博爾斯基 飾 諾沃特尼
- 斯拉夫卡·布迪諾娃 飾 布史蒂科娃
- 伊日·索瓦克 飾 盧日奇卡

## 家庭媒體
這部電影於2002年7月2日發行了DVD和VHS格式。

## 反響
這部電影獲得了正面的評價。它在第53屆威尼斯國際電影節上獲得了榮譽提名。在評論聚合網站爛番茄上，這部電影基於25條評論獲得了96%的好評率，平均得分為7.90/10。

## 票房
在電影的原產地捷克，超過134萬名觀眾觀影，這一數字使其成為最賣座的電影之一。在德國，該電影的票務銷售同樣亮眼，售出票數超過62.4萬張。至於美國市場，該電影於1997年1月24日進行了有限的上映，並在同年7月11日前，累積獲得了約573萬美元的票房收入。

## 獎項
- 奧斯卡最佳外語片獎
- 金球獎最佳外語片獎
- 捷克獅獎
  - 最佳影片
  - 最佳導演（揚·斯維拉克）
  - 最佳女演員（利布謝·薩弗蘭科娃）
  - 最佳男配角（安德烈·卡里蒙）
  - 最佳劇本（茲德涅克·斯維拉克）
  - 最佳剪輯（阿洛伊斯·菲沙雷克）
- 東京國際電影節東京櫻花大獎

## 外部連結
- 互联网电影数据库（IMDb）上《Kolya》的资料（英文）
- AllMovie上《Kolya》的资料（英文）
- 爛番茄上《遊子》的資料（英文）
- Box Office Mojo上《遊子》的資料（英文）